# Цзінін-Південний
41°01′47″ пн. ш. 113°05′29″ сх. д. / 41.02972222° пн. ш. 113.09138889° сх. д.
Цзінін-Південний (кит. 集宁南站, пін. Jíníngnán Zhàn) — вузлова залізнична станція в КНР.
Розташована в районі Цзінін (міський округ Уланчаб, автономний район Внутрішня Монголія).
Від станції відходять лінії:
- на Улан-Батор (Цзінін-Ерляньська залізниця; 1052 км);
- на Тунляо (Цзінін-Тунляоська залізниця; 945 км);
- на Датун (Пекін-Баотоуська залізниця; 127 км);
- на Баотоу (Пекін-Баотоуська залізниця; 335 км);
- на Чжанцзякоу (Чжанцзякоу-Цзінінська залізниця; 178 км).